# Moro Mussa
El Moro Mussa es un asustador de niños de la mitología  valenciana. Va con un gato negro y una serpiente.
Según la leyenda, el personaje era un monarca de Balansiya que perdió sus dominios después de la conquista de Jaime I de Aragón. Como revancha, cazaba a los niños. En la Valldigna es tradicional un sortilegio contra el Moro Mussa. En Alicante es conocido como, simplemente, El Moro o El Morusso. En pueblos de la Ribera, como Albalat de la Ribera, se conoce como el Moro MussaMus.